# Narravertus ballista
Narravertus ballista är en insektsart som först beskrevs av Ronald Gordon Fennah 1958.  Narravertus ballista ingår i släktet Narravertus och familjen kilstritar. Inga underarter finns listade i Catalogue of Life.